# Кумакське
Кума́кське (рос. Кумакское) — село у складі Соль-Ілецького міського округу Оренбурзької області, Росія.
Стара назва — Кумакський.

## Населення
Населення — 973 особи (2010; 978 у 2002).
Національний склад (станом на 2002 рік):
- казахи — 61 %